# Poli-ahu
Poli-ahu är snöns gudinna inom Hawaiis mytologi. 